# Biblioteca Pública de Filadelfia

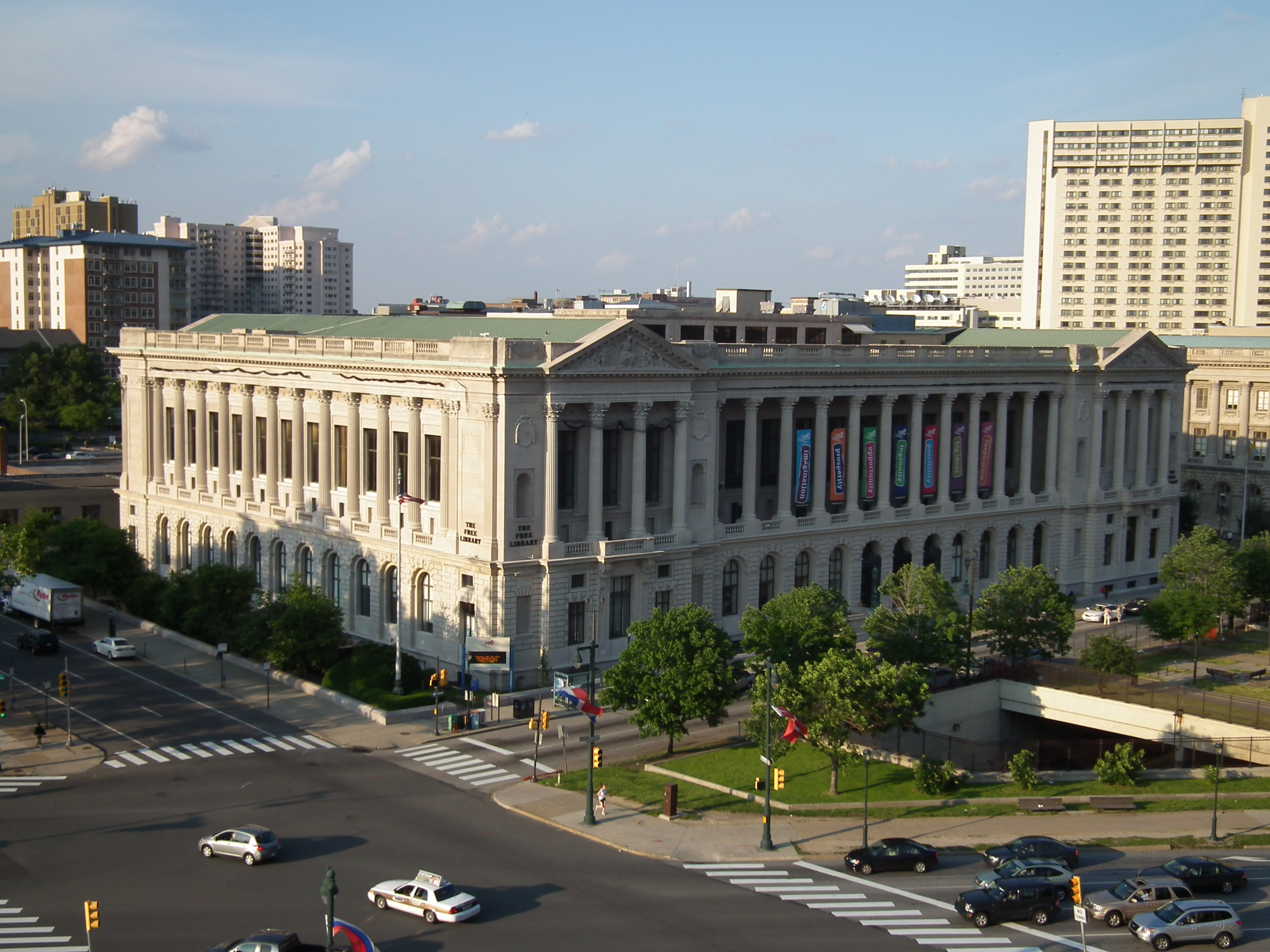
Biblioteca Central Parkway

La Biblioteca Pública de Filadelfia (Inglés: Free Library of Philadelphia) es un sistema de bibliotecas de Filadelfia, Pensilvania. Tiene la Biblioteca Central Parkway (Parkway Central Library), la Library for the Blind and Physically Handicapped y 54 sucursales (incluyendo tres sucursales regionales). En el marzo de 1894, la Ciudad de Filadelfia ha abrió el sistema de bibliotecas.